# El Alférez
El Alférez är en ort i Mexiko.   Den ligger i kommunen San Bernardo och delstaten Durango, i den centrala delen av landet, 1 000 km nordväst om huvudstaden Mexico City. El Alférez ligger 1 618 meter över havet och antalet invånare är 160.
Terrängen runt El Alférez är platt åt nordost, men åt sydväst är den kuperad. Runt El Alférez är det mycket glesbefolkat, med 2 invånare per kvadratkilometer. Närmaste större samhälle är Santa María del Oro, 12,5 km öster om El Alférez. Omgivningarna runt El Alférez är i huvudsak ett öppet busklandskap.